# Raimundo Wall Ferraz
Raimundo Wall Ferraz, ou simplesmente Wall Ferraz, (Teresina, 14 de março de 1932 — São Paulo, 22 de março de 1995) foi um advogado, historiador e político brasileiro que foi prefeito de Teresina por três vezes.

## Dados biográficos

### Formação profissional
Filho de Raimundo Leôncio Nogueira Ferraz e Ana Wall Ferraz. Advogado e professor graduado em Direito, Geografia e em História pela Universidade Federal do Piauí, tornou-se professor da referida instituição, membro do Conselho Estadual de Educação e professor do Instituto de Educação Antonino Freire.

### Prefeito de Teresina
Membro da UDN, elegeu-se vereador de Teresina em 1954 e 1958 e vice-prefeito do município em 1962, sendo o último nessa condição a exercer a presidência da Câmara Municipal no quatriênio seguinte à sua posse. Chefe da Divisão de Assistência Técnica aos Municípios (DATEM) da extinta Coordenação de Desenvolvimento Econômico do Estado (CODESE) nos governos Petrônio Portela e João Clímaco d'Almeida, foi secretário de Educação e acumulou por algum tempo a secretaria de Governo durante o primeiro governo Alberto Silva. Com a posse de Dirceu Arcoverde como governador do Piauí, foi nomeado prefeito de Teresina em 1975, filiando-se à ARENA no curso do mandato.
Com a restauração do pluripartidarismo no governo do presidente João Figueiredo, ingressou no PP em 1980 onde permaneceu até a incorporação da legenda ao PMDB em 20 de dezembro de 1981. Eleito deputado federal em 1982, votou a favor da emenda Dante de Oliveira em 1984 e em Tancredo Neves no Colégio Eleitoral em 1985, Nesse mesmo ano foi eleito prefeito de Teresina na primeira eleição direta para o cargo desde o Regime Militar de 1964 tendo como vice-prefeito o deputado estadual Deoclécio Dantas.
Embora tenha ajudado a eleger o governador Alberto Silva em 1986, acabou por romper com ele e liderou uma dissidência no PMDB que elegeu Heráclito Fortes prefeito de Teresina em 1988. Ao deixar a prefeitura, Wall Ferraz coordenou no Piauí  a campanha de Ulysses Guimarães à presidência da República em 1989, porém seus atritos com o diretório estadual do PMDB recrudesceram e o fizeram ingressar no PSDB. Reconciliado com Alberto Silva, foi candidato a governador em 1990 num pleito onde foi derrotado em segundo turno por Freitas Neto.
Em 1992 elegeu-se novamente prefeito de Teresina, mas não cumpriu todo o mandato pois faleceu em São Paulo vítima de acidente vascular cerebral em 22 de março de 1995 e em seu lugar assumiu o vice-prefeito Francisco Gerardo. Em 1996 um de seus filhos, o jornalista Rodrigo Ferraz, foi eleito vereador de Teresina via PSDB. Wall Ferraz é tio do procurador de justiça Rômulo Ferraz, outrora secretário de Defesa Social de Minas Gerais no governo Antonio Anastasia.

### Memória
Em sua honra foram batizadas uma avenida, uma ponte na capital piauiense e também uma fundação assistencial vinculada à prefeitura de Teresinaː Fundação Wall Ferraz. Ao longo dos anos 1990 foram criados cento e quatro novos municípios no estado do Piauí, entre eles a cidade de Wall Ferraz.